# Motor con árbol de levas en cabeza

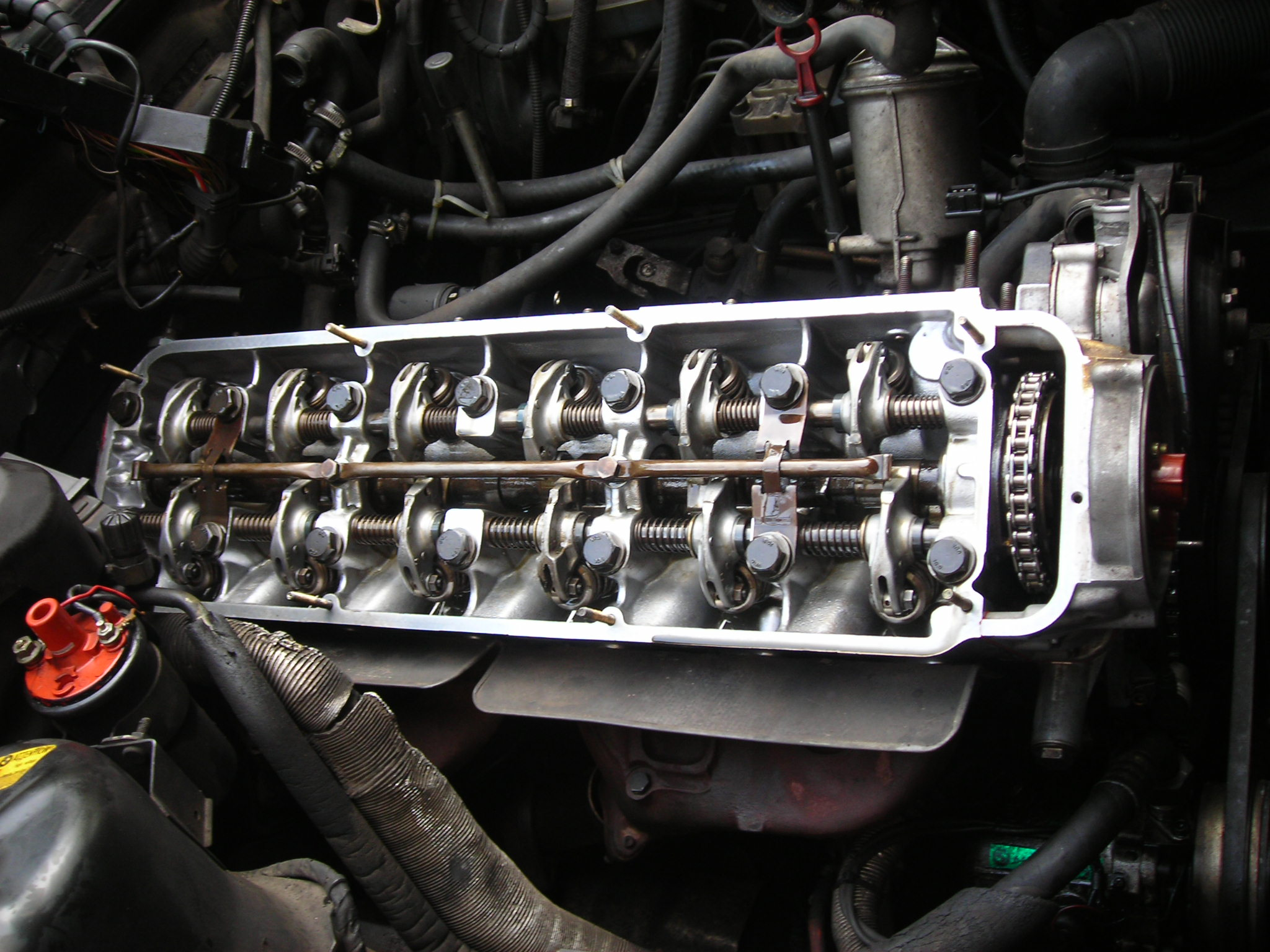
Motor BMW M30 B30, mostrando su árbol de levas en cabeza simple (SOHC)

Un motor con árbol de levas en cabeza (también conocido como motor OHC, por las siglas de su denominación en inglés: OverHead Camshaft; o como motor SOHC cuando el árbol de levas en sencillo, o como motor DOHC cuando el árbol de levas es doble), tal como su nombre indica, es un motor de pistón en el que el árbol de levas se encuentra en la cabeza del cilindro, situado por encima de la cámara de combustión. Esto contrasta con los motores de válvulas superiores (OHV), un diseño más antiguo donde el árbol de levas se encuentra situado en el bloque del motor por debajo de la cámara de combustión.
Los motores de árbol de levas en cabeza simple (SOHC) tienen un árbol de levas por cada bancada de cilindros, mientras que los motores de doble árbol de levas en cabeza (DOHC, también conocido como de "levas dobles") tienen dos árboles de levas por bancada. El primer automóvil de serie en usar un motor DOHC fue construido en 1910. El uso de motores DOHC aumentó lentamente desde la década de 1940, lo que llevó a que la mayoría de los automóviles producidos a partir del comienzo de la década de 2000 incorporaran motores DOHC. 

## Diseño

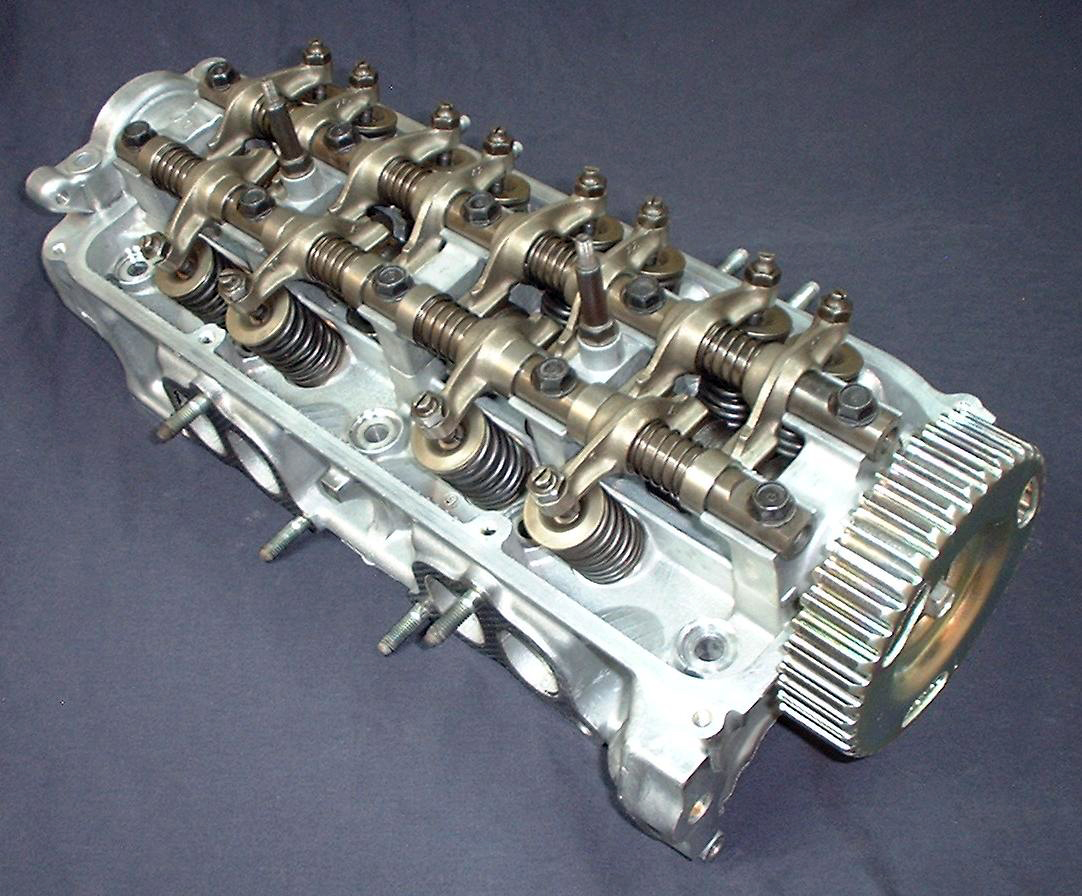
Culata de un motor Honda D15A3 OHC (1987)

En un motor de árbol de levas en cabeza, el árbol de levas se encuentra en la parte superior del motor, situado por encima de la cámara de combustión. Esto contrasta con las configuraciones anteriores del motor de válvulas en cabeza (OHV) y del motor de cabeza plana, en las que el árbol de levas está ubicado en el bloque del motor. Las válvulas de los motores OHC y OHV están ubicadas sobre la cámara de combustión en ambos casos; pero un motor OHV requiere varillas de empuje y balancines para transferir el movimiento desde el árbol de levas hasta las válvulas, mientras que en un motor OHC, las válvulas son accionadas directamente por el árbol de levas. 
En comparación con los motores OHV con el mismo número de válvulas, un motor OHC posee menos componentes sometidos a movimientos de vaivén, lo que reduce la inercia del tren de accionamiento y el efecto de flotado de las válvulas a altas velocidades de giro del motor (RPM). Una desventaja es que el sistema utilizado para accionar el árbol de levas (generalmente una cadena de distribución en los motores modernos) es más complejo en un motor OHC. 
La otra ventaja principal de los motores OHC es que existe una mayor flexibilidad para optimizar tanto el tamaño como la ubicación y la forma de los puertos de admisión y escape, ya que se libera el espacio que ocupan las varillas de empuje. Esto mejora el flujo de gas a través del motor, aumentando la potencia de salida y la eficiencia del combustible. 
Una desventaja de los motores OHC es que si se retira la culata, debe reiniciarse la sincronización del árbol de levas. Entre 1920 y 1940, los automóviles Morris y Wolseley con motores OHC sufrieron problemas ligados a las fugas de aceite en los sistemas de lubricación de los árboles de levas. (págs.15-18)

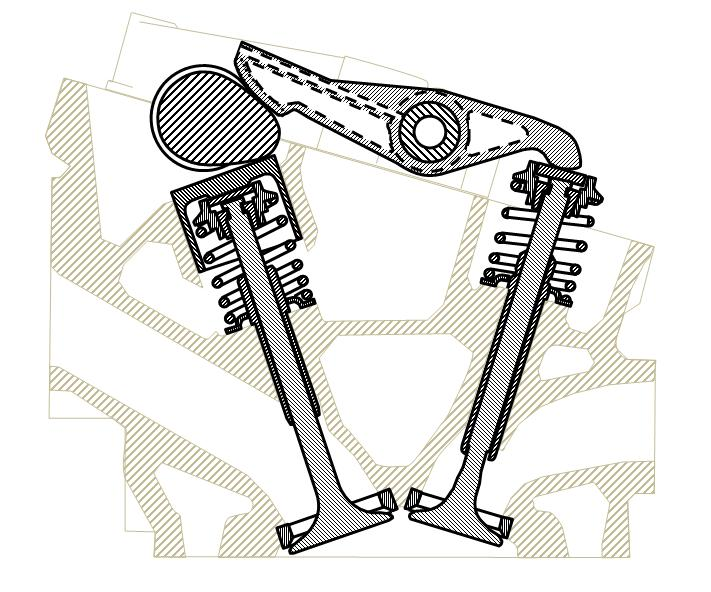
Motor Triumph Dolomite Sprint SOHC, una disposición inusual con cuatro válvulas por cilindro (1973)

### Árbol de levas simple
La configuración más antigua del motor de árbol de levas en cabeza es el diseño de árbol de levas en cabeza único (SOHC). Un motor SOHC tiene un árbol de levas por cada bancada de cilindros. Por lo tanto, un motor recto tiene un único árbol de levas. Un motor en V o plano que posee un total de dos árboles de levas (uno por cada bancada de cilindros) es un motor de árbol de levas en cabeza simple, y no debe confundirse con un motor de doble árbol de levas en cabeza. 
Independientemente de su número, los árboles de levas generalmente operan las válvulas indirectamente a través de un balancín.
La mayoría de los motores SOHC tienen dos válvulas por cilindro. Sin embargo, algunos motores, como el motor Triumph Dolomite Sprint de 1973 y el motor Honda J Series V6 tenían una configuración SOHC con cuatro válvulas por cilindro. Esto se logró al ubicar el árbol de levas en el centro de la culata, con balancines de igual longitud accionando las válvulas de admisión y escape. Esta disposición se utilizó para proporcionar cuatro válvulas por cilindro, al tiempo que se minimizaba la masa del tren de válvulas y se optimizaba el tamaño general del motor.

### Árbol de levas doble

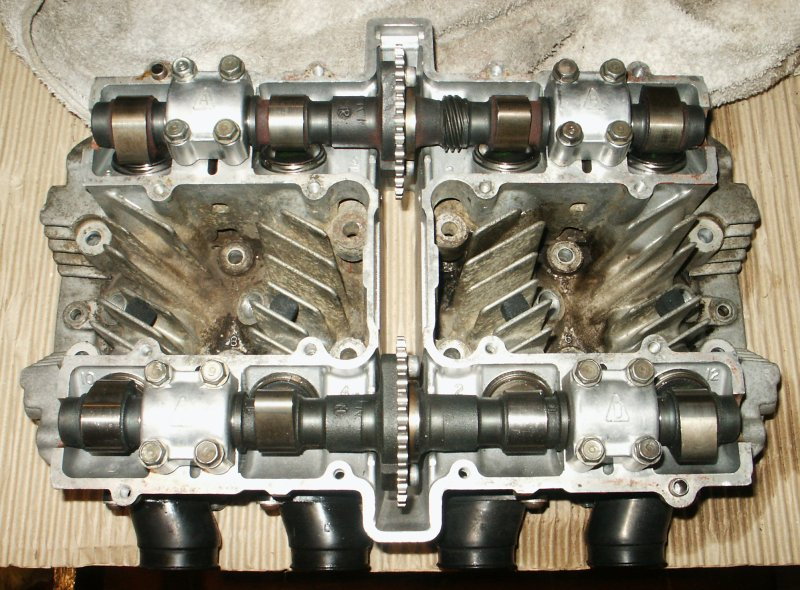
1977 Suzuki GS550 DOHC motor de motocicleta (vista superior)

Un motor de doble árbol de levas en cabeza (DOHC o de "leva doble") tiene dos árboles de levas por bancada de cilindros, uno para las válvulas de admisión y el otro para las válvulas de escape. Por lo tanto, hay dos árboles de levas para un motor recto y un total de cuatro árboles de levas para un motor en V o un motor plano. A veces, un motor DOHC V se comercializa como un motor de cuatro levas; sin embargo, los dos árboles de levas "adicionales" son el resultado de la disposición del motor en lugar de proporcionar un beneficio en comparación con otros motores DOHC. Para confundir aún más la terminología, algunos fabricantes de motores gemelos planos y V-gemelos SOHC (como Harley-Davidson, Riley Motors, Triumph e Indian) han sido comercializados por sus fabricantes con el término engañoso "motor de levas gemelas". 
La mayoría de los motores DOHC tienen cuatro válvulas por cilindro; sin embargo, algunos motores DOHC tienen dos válvulas por cilindro, como el motor Alfa Romeo Twin Cam, el motor Jaguar XK6, el primer motor Ford I4 DOHC y el motor Lotus-Ford Twin Cam.
El árbol de levas generalmente opera las válvulas directamente a través de un taqué. Un diseño DOHC permite un ángulo más amplio entre las válvulas de admisión y escape que en los motores SOHC, lo que mejora el flujo de gas a través del motor. Un beneficio adicional es que la bujía se puede colocar en la ubicación óptima, lo que a su vez mejora la eficiencia de la combustión.

## Componentes

### Correa o cadena de distribución

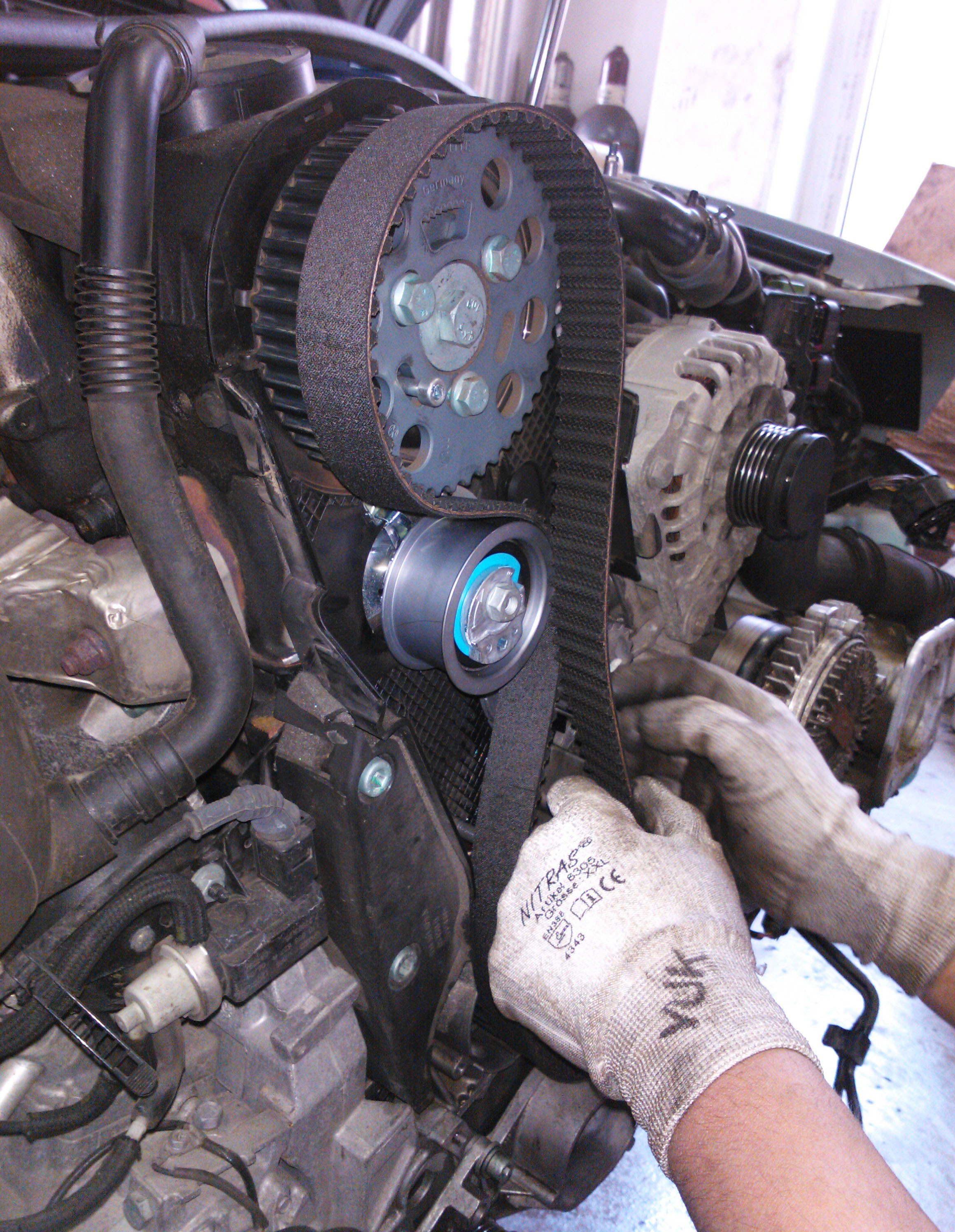
Correa dentada de goma durante su instalación

El cigüeñal impulsa la rotación de los árboles de levas. Muchos motores del siglo XXI usan una correa dentada hecha de caucho y kevlar para impulsar el árbol de levas. Las correas de distribución son económicas, producen un ruido mínimo y no necesitan lubricación.(p93) Una desventaja de las correas dentadas es la necesidad de reemplazarlas regularmente;(pág. 94) la vida útil recomendada de la correa generalmente está entre aproximadamente 30 000 y 100 000 kilómetros (19 000 y 62 000 mi).(págs. 94-95)(pág. 250)
La primera aplicación automotriz conocida de correas dentadas para accionar árboles de levas en cabeza fue el automóvil de carreras Devin-Panhard especial de 1953, construido para la serie de carreras modificadas SCCA H en los Estados Unidos.(pág. 62) Estos motores se basaron en motores planos gemelos Panhard OHV, que se convirtieron en motores SOHC utilizando componentes de motores de motocicletas Norton.(pág. 62) El primer automóvil de producción en usar una correa de distribución fue el cupé compacto Glas 1004 de 1962.
Otro método de accionamiento del árbol de levas comúnmente utilizado en los motores modernos es una cadena de distribución, construida a partir de una o dos filas de cadenas de rodillos de metal. A principios de la década de 1960, la mayoría de los diseños de árboles de levas en cabeza de automóviles de producción usaban cadenas para accionar los árboles de levas.(pág. 17) Las cadenas de distribución generalmente no requieren reemplazo a intervalos regulares; sin embargo, tienen la desventaja de que son más ruidosas que las correas de distribución.(pág. 253)

### Tren de engranajes
En motores diésel de árbol de levas en cabeza en usados en camiones pesados se emplea comúnmente el sistema de tren de engranajes entre el cigüeñal y el árbol de levas. Es una disposición menos frecuente en los motores OHC para camiones ligeros y para automóviles.

### Otros sistemas de accionamiento del árbol de levas

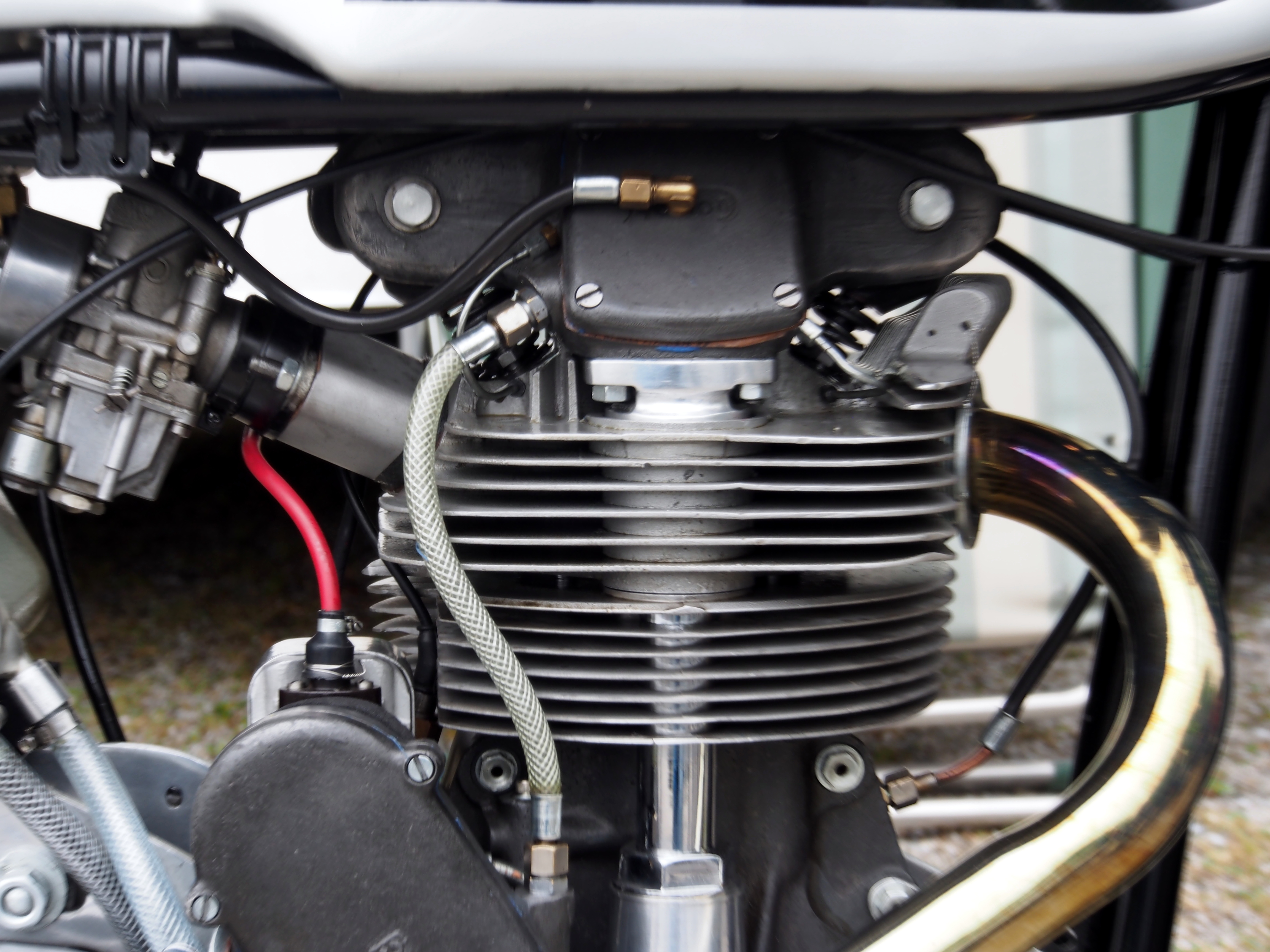
Motor de motocicleta Norton con árbol de levas accionado por un eje cónico

Varios motores OHC hasta la década de 1950 usaban un eje con engranajes cónicos para impulsar el árbol de levas. Ejemplos de automóviles son el Maudslay 25/30 (1908-1911), el Bentley 3 Litros, o el MG Midget (1929-1932), y de motocicletas la serie Velocette K (1925-1948), la Norton International (1931-1957) y la Norton Manx (1947-1962). En tiempos más recientes, los motores Ducati Single (1950-1974), Ducati L-twin (1973-1980), Kawasaki W650 (1999-2007) y Kawasaki W800 2011-2016 han utilizado ejes cónicos. El Crosley de cuatro cilindros fue el último motor de automóvil en usar el diseño de la torre del eje para accionar el árbol de levas, de 1946 a 1952; los derechos del motor Crosley fueron comprados por algunas compañías diferentes, incluyendo General Tire en 1952, seguida por Fageol en 1955, Crofton en 1959, Homelite en 1961 y Fisher Pierce en 1966. Después de que Crosley cerró las puertas de su fábrica, se continuó produciendo el mismo motor durante varios años más. 
En el automóvil de lujo Leyland Eight (1920-1923) construido en el Reino Unido, se utilizó una transmisión de árbol de levas con tres juegos de bielas y varillas en paralelo. Un sistema similar se utilizó en el Bentley Speed Six (1926-1930) y en el Bentley 8 Litros (1930-1932). Muchos modelos del NSU Prinz (1958-1973) utilizaron un sistema de dos barras con contrapesos en ambos extremos.(pág. 16-18)

## Historia

### 1900-1914
Entre los primeros motores de árbol de levas en cabeza se encontraban el motor Maudslay SOHC de 1902 construido en el Reino Unido,(pág. 210)(pág. 906) y el motor Marr Auto Car SOHC de 1903 construido en los Estados Unidos. El primer motor DOHC fue un propulsor de cuatro cilindros en línea Peugeot, que impulsó el automóvil que ganó el Gran Premio de Francia de 1912. Otro Peugeot con motor DOHC ganó el Gran Premio de Francia de 1913, seguido del Mercedes-Benz 18/100 GP equipado con un motor SOHC, que ganó el Gran Premio de Francia de 1914 . 
El Isotta Fraschini Tipo KM, construido en Italia de 1910 a 1914, fue uno de los primeros automóviles de producción en serie en utilizar un motor SOHC.

### Primera Guerra Mundial

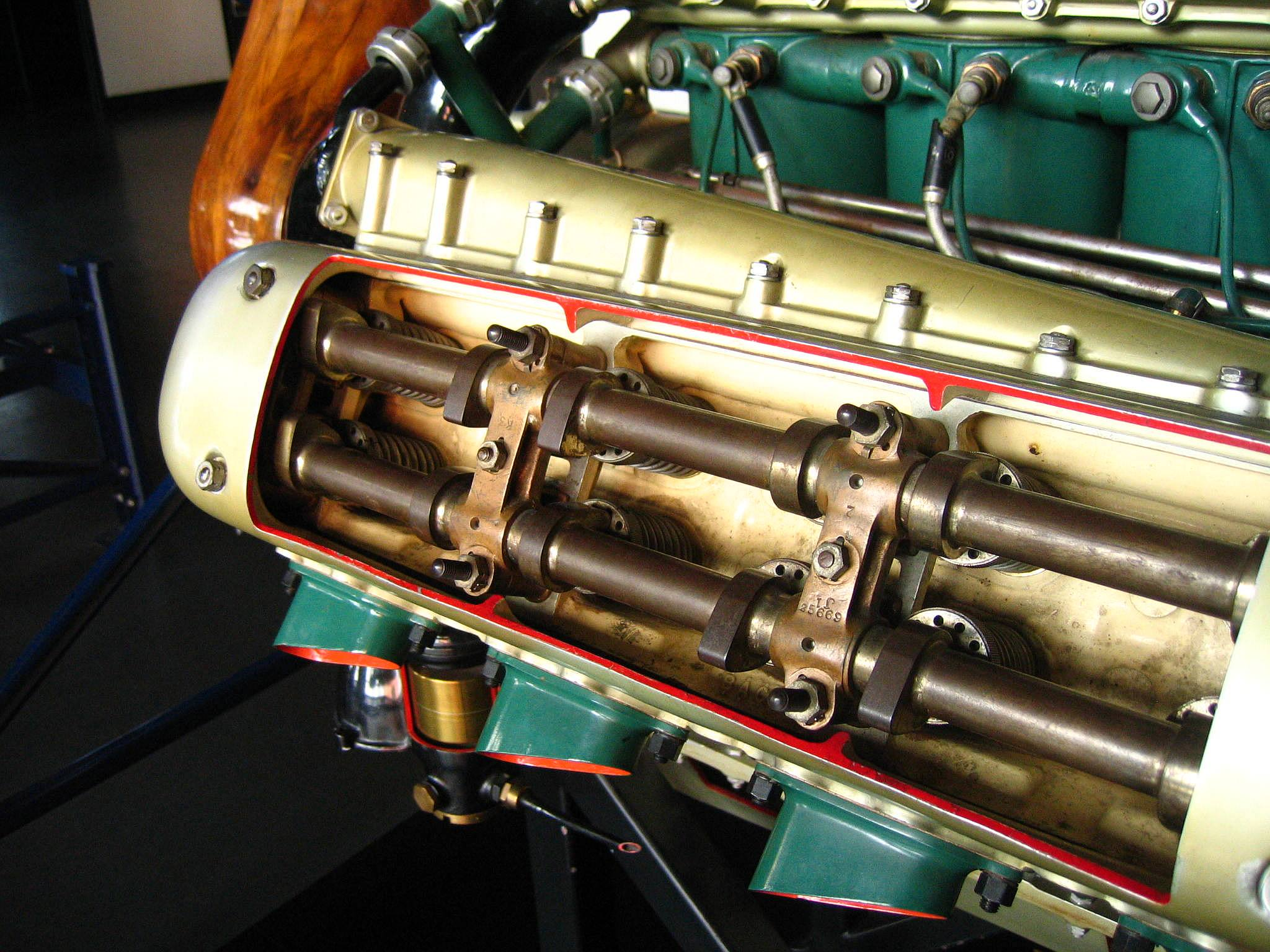
Culata DOHC de un motor de aviación Napier Lion (1917-1930)

Durante la Primera Guerra Mundial, tanto las fuerzas aéreas alemanas como las aliadas buscaron aplicar rápidamente la tecnología de los árboles de levas de los motores de carreras a los motores de los aviones militares. El motor SOHC del automóvil Mercedes 18/100 GP (que ganó el Gran Premio de Francia de 1914) se convirtió en el punto de partida para los motores de aviones de Mercedes en Alemania  y de Rolls Royce en el Reino Unido. Mercedes creó una serie de motores de seis cilindros que culminaron en el Mercedes D.III. Por su parte, Rolls Royce utilizó ingeniería inversa para desentrañar las claves del diseño de la culata de Mercedes gracias a un automóvil de carreras que se encontraba en Inglaterra al comienzo de la guerra, lo que condujo al motor Rolls-Royce Eagle V12. Otros SOHC de la época fueron el motor español Hispano-Suiza V8 (con una transmisión completamente cerrada), el estadounidense Liberty L-12 V12 y el motor alemán BMW IIIa de seis cilindros en línea. El motor DOHC Napier Lion W12 fue construido en Gran Bretaña a partir de 1918. 
La mayoría de estos motores usaban un eje para transferir la transmisión desde el cigüeñal hasta el árbol de levas en la parte superior del motor. Los motores de aviones grandes, particularmente los motores refrigerados por aire, experimentaban grandes dilataciones térmicas, lo que provocaba que la altura del bloque de cilindros variara considerablemente en función de la temperatura del motor. Esta expansión causaba dificultades en los motores con varillas de empuje, por lo que los motores de árbol de levas en cabeza que utilizaban un accionamiento de eje con ranura deslizante se convirtieron en el diseño que permitía solucionar el problema de la expansión térmica del motor. Estos ejes biselados estaban generalmente situados en un tubo externo separado del bloque motor, y se conocían como "ejes de torre".

### 1919-1944

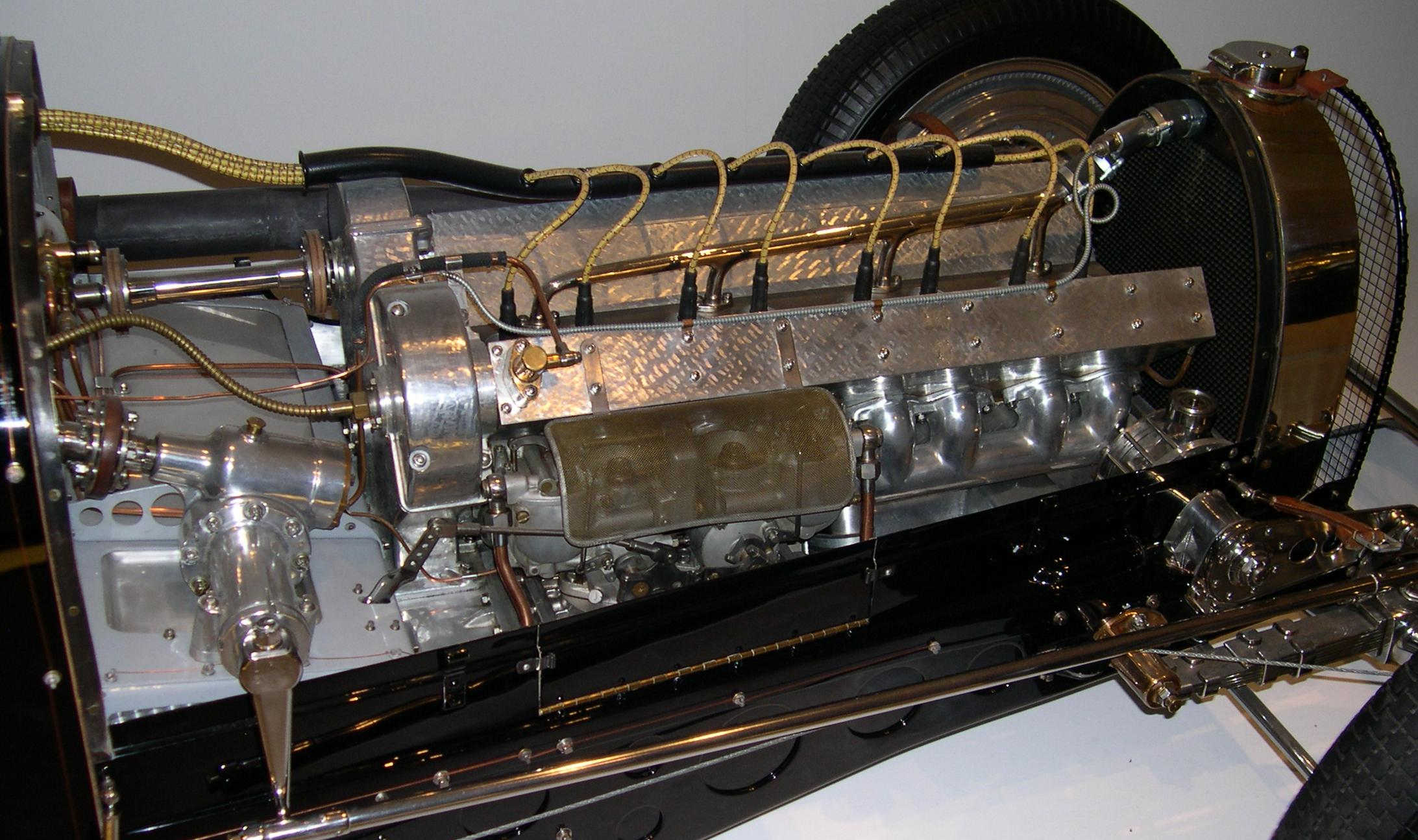
Bugatti Type 59, motor de carreras de grandes premios con ocho cilindros en línea

Uno de los primeros motores de producción con un árbol de levas en cabeza en los Estados Unidos fue el SOHC de ocho cilindros en línea utilizado en el automóvil de lujo Duesenberg Modelo A (1921-1926).
En 1926, el Sunbeam 3 litros Super Sports se convirtió en el primer automóvil de producción en utilizar un motor DOHC.
En los Estados Unidos, Duesenberg agregó motores DOHC (junto con sus motores SOHC existentes) con el lanzamiento en 1928 del Duesenberg J, que funcionaba con un motor DOHC de ocho cilindros en línea. El Stutz DV32 (1931-1935) fue otro de los primeros automóviles de lujo estadounidenses en utilizar un motor DOHC. También en los Estados Unidos, se introdujo en 1933 el motor de carreras DOHC Offenhauser, un propulsor de cuatro cilindros en línea que dominó las carreras en Norteamérica desde 1934 hasta la década de 1970. 
Otros motores automotrices SOHC tempranos fueron el del Wolseley Ten (1920-1923), el MG 18/80 (1928-1931), el Singer Junior (1926-1935) y el Alfa Romeo 6C Sport (1928-1929). Entre las primeras motocicletas con árbol de levas en cabeza figuran la serie Velocette K (1925-1949) y la Norton CS1 (1927-1939). 

### 1945-presente

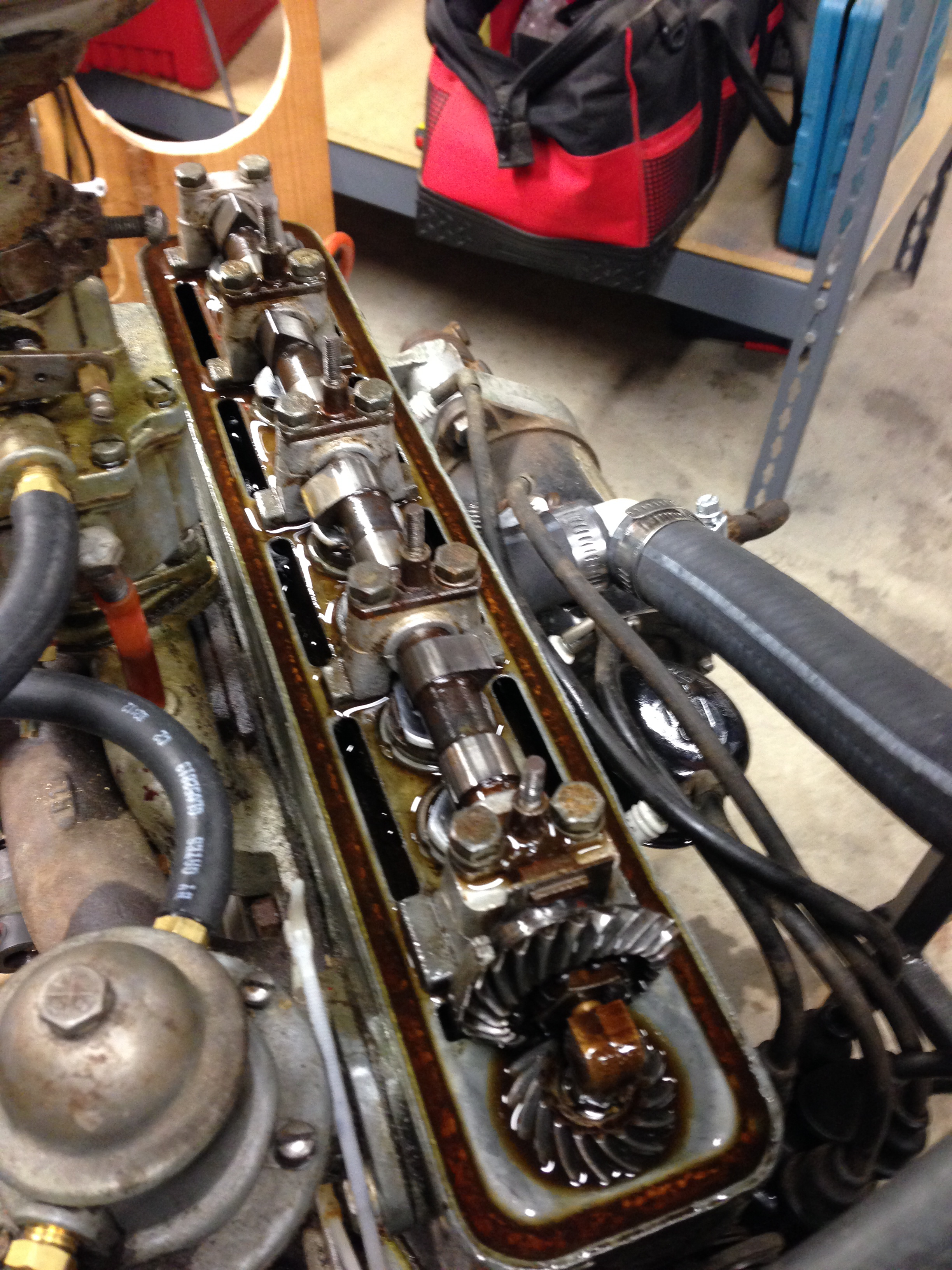
Motor Crosley CoBra SOHC (1946-1949)

El Crosley CC Four (1946-1948) fue posiblemente el primer automóvil estadounidense producido en masa en utilizar un motor SOHC. Este pequeño motor fabricadomen serie impulsó al ganador de las 12 Horas de Sebring de 1950.(pág. 121)
El uso de una configuración DOHC aumentó gradualmente después de la Segunda Guerra Mundial, comenzando con los automóviles deportivos. Los motores DOHC icónicos de este período incluyen el motor Lagonda de seis cilindros en línea (1948-1959), el motor Jaguar XK6 de seis cilindros en línea (1949-1992) y el motor Alfa Romeo Twin Cam de cuatro cilindros en línea (1954-1994). El motor en línea de cuatro cilindros Fiat Twin Cam (1966-2000) fue uno de los primeros motores DOHC en usar una correa dentada en lugar de una cadena de distribución.
En la década de 1980, la necesidad de un mayor rendimiento, combinada con la conveniencia de reducir el consumo de combustible y las emisiones de escape, hizo que se viera un mayor uso de los motores DOHC en los vehículos convencionales, comenzando por los fabricantes japoneses. A mediados de la década de 2000, la mayoría de los motores automotrices usaban un diseño DOHC.